# Oséas
Oséas, celým jménem Oséas Reis dos Santos (* 14. květen 1971) je bývalý brazilský fotbalový útočník a reprezentant. Mimo Brazílii působil na klubové úrovni ve Španělsku a v Japonsku.

## Reprezentační kariéra
Oséas odehrál za brazilský národní tým v roce 1996 celkem 2 reprezentační utkání.